# Mateusz Burgin
Mateusz Burgin (ur. 1904 w Warszawie, zm. 1942 w Białymstoku) – polski działacz komunistyczny.
Urodzony w drobnomieszczańskiej rodzinie żydowskiej, syn Mojżesza, brat Juliusza i Bernarda. Po ukończeniu gimnazjum był robotnikiem, potem księgowym. W sierpniu 1924 na kilka miesięcy został osadzony na Pawiaku. Od 1926 działacz KPP, pracownik Centralnej Techniki tej partii. 1929-1930 więziony w Mysłowicach, po zwolnieniu powrócił do Warszawy, a wkrótce zaczął działać w KPZB. Łącznik Sekretariatu KC KPZB, następnie pracownik MOPR i Centralnej Techniki KPZB. Organizował drukarnię i kolportaż wydawnictw partii komunistycznej. W 1935 aresztowany i uwięziony w Wilnie. W więzieniu uczestniczył w proteście przeciwko pozbawianiu praw więźniów politycznych. Zwolniony w 1938. We wrześniu 1939 był współautorem deklaracji grupy działaczy komunistycznych do Centralnego Komitetu Wykonawczego PPS w sprawie udziału komunistów w obronie Warszawy. Wstąpił do 1 Warszawskiego Batalionu Ochotniczego i walczył pod Łukowem. Po kapitulacji Warszawy osiadł w Białymstoku, gdzie pracował w Zarządzie Miejskim. W 1942 został zamordowany przez Niemców.